# Генрих IV (король Франции)
Ге́нрих IV (фр. Henri IV, окс. Enric IV (III), баск. Henrike IV (III); Генрих Наваррский, фр. Henri de Navarre; Генрих Великий, фр. Henri le Grand; 13 декабря 1553, По, Беарн — 14 мая 1610, Париж) — король Франции с 1589 года (коронован в 1594), король Наварры с 1572 года под именем Генрих III (Henri III). Первый представитель дома Бурбонов на французском престоле, старший выживший сын первого принца крови, герцога де Вандом Антуана де Бурбона и королевы Наварры Иоанны III д’Альбре, лидер гугенотов в заключительный период Религиозных войн.
Права Генриха IV на трон были подтверждены Генрихом III, который, будучи смертельно ранен, приказал своим сторонникам присягать наваррскому монарху, однако стать королём Франции он смог только после длительной борьбы. Для того чтобы нейтрализовать своих соперников, 25 июля 1593 года Генрих Наваррский принял католицизм и уже 22 марта 1594 года вступил в Париж (по этому поводу Генриху IV приписывается высказывание «Париж стоит мессы»). В 1595 году папа римский даровал Генриху отпущение, сняв с него отлучение от церкви и провозглашение еретиком. Для прекращения межконфессиональной вражды Генрих IV 13 апреля 1598 года подписал Нантский эдикт, даровавший свободу вероисповедания протестантам, вскоре после этого Гугенотские войны закончились.
Во внешней политике Генрих, вдохновляемый министром Сюлли, преследовал далеко идущие планы панъевропейского союза христианских государей.
Был убит в Париже 14 мая 1610 года католическим фанатиком Франсуа Равальяком и похоронен 1 июля 1610 года в королевском аббатстве Сен-Дени. Регентшей до совершеннолетия наследника (8-летнего Людовика XIII) была объявлена вдова, Мария Медичи, которая правила до 1617 года.

## Биография

### Детство и юность
Генрих IV родился в По, в замке своего деда по материнской линии Генриха д’Альбре 13 декабря 1553 года. Как утверждает легенда, сразу после рождения дед взял внука на руки, провёл по его губам долькой чеснока и капнул на них вина. Такой обычай был широко распространён в те времена для предотвращения болезней.
Генрих провёл своё детство в Коарразе (маленький город и замок в Беарне). Хотя Генрих был крещён по обряду католической церкви, верная принципам кальвинизма, его мать Жанна д’Альбре воспитала его в духе протестантизма.
С воцарением Карла IX в 1561 году отец Генриха Антуан де Бурбон увёз его во Францию ко двору, где Генрих жил рядом с принцами королевского дома, с которыми он был примерно одного возраста. Вопрос выбора религии являлся конфликтным для его родителей. Мать настаивала на протестантстве, отец — на католицизме.
Во время первой из религиозных войн Генрих жил в Монтаржи под покровительством герцогини Шартрской Рене Французской. Протестантка по вероисповеданию, Рене сумела, однако, превратить свой замок в островок религиозного нейтралитета. После войны и смерти своего отца Генрих остался при дворе в качестве гаранта мира между Францией и Наваррой. Жанна д’Альбре добилась от Екатерины Медичи гарантии его образования и назначения губернатором Гиени в 1563 году.
С 1564 по 1566 год Генрих сопровождал французскую королевскую семью во время Великой поездки по Франции, — путешествии, которое предпринял Карл IX (король Франции) по настоянию Екатерины Медичи. Поездка имела цель ознакомить королевский двор с положением дел в разорённой первой религиозной войной Франции. Во время этого путешествия Генрих встретился со своей матерью. В 1567 году Жанна д’Альбре настояла на его возвращении в Беарн.
В 1568 году Генрих принял участие в своей первой военной кампании — третьей религиозной войне. Под руководством протестанта адмирала Гаспара де Колиньи он участвовал в битвах при Жарнаке, Ля Рош л’Абей и Монконтуре.

### Король Наваррский

#### При французском дворе
В 1572 году, после смерти своей матери Жанны д’Альбре, Генрих стал королём Наварры под именем Генриха III. По настоянию королевы Екатерины Медичи 18 августа 1572 года, в возрасте 18 лет, он женился в Париже на Маргарите Валуа — сестре короля Карла IX, известной также под именем королевы Марго. Этот политический брак, против которого выступала Жанна д’Альбре, был задуман с целью примирить католиков и протестантов, как считали Наваррские, однако оказался ловушкой. Поскольку новобрачные принадлежали к разным конфессиям, венчание происходило не внутри Собора Парижской Богоматери, а на его паперти. Последовали несколько праздничных дней. Несколько дней спустя, 24 августа, началось массовое убийство гугенотов католиками, организованное Екатериной Медичи, известное как Варфоломеевская ночь. Таким образом она пыталась разжечь религиозную войну. Генрих избежал смерти благодаря своему высокому положению и своевременному обращению в католицизм. Вынужденный находиться при французском дворе, Генрих сблизился с братом короля Франциском Алансонским и участвовал в осаде Ла-Рошели 1573 года. В апреле 1574 года, после так называемых «заговоров недовольных», он и Алансон были заключены в Венсенский замок. Впоследствии Карл IX помиловал его и оставил при дворе. С воцарением Генриха III, который стремился успокоить столкновения и примирить страну, он получил новое королевское прощение в Лионе и присутствовал на коронации в Реймсе.

#### Двор в Нераке
Проведя три года при дворе, Генрих бежал 5 февраля 1576 года. Воссоединившись со своими сторонниками, он снова перешёл в протестантизм (13 июня того же года). Он поддерживал «недовольных» (ассоциация католиков и протестантов против правительства), но, склоняясь скорее к умеренным взглядам, не находил общего языка с принцем Конде, который отчаянно сражался за торжество протестантизма. Генрих Наваррский старался не ссориться с французским двором и даже продолжал выполнять функции губернатора (военного представителя короля) в Гиени. В 1577 году он принял участие в шестой религиозной войне.
С этого времени Генрих сталкивается с недоверием со стороны протестантов, которые упрекали его в религиозном лицемерии. Он избегал Беарна — цитадели кальвинизма. Однако католики также относились к нему враждебно. В декабре 1576 года он едва не погиб в засаде в Оз, а Бордо, столица управляемой им Гиени, закрыл перед ним ворота. Генрих устроился на берегах Гаронны в Лектуре и в Ажене, рядом с которым находился его собственный замок в Нераке. Королевский двор состоял из дворян, принадлежащих к обеим религиям.
С октября 1578 по май 1579 года у него гостила Екатерина Медичи, которая пыталась примирить королевство. Надеясь получить рычаг влияния на Генриха, она привезла с собой его супругу — Маргариту.
Несколько месяцев чета Наваррских жила на широкую ногу в замке Нерака (фр.). Двор забавлялся охотой, играми и танцами к вящему неудовольствию кальвинистов. Двор привлекал также образованных людей (например Монтеня и Дю Барта).
Затем Генрих участвовал в седьмой религиозной войне, инициированной его единоверцами. Взятие Каора в мае 1580 года, где ему удалось избежать резни и разграбления несмотря на три дня уличных боёв, способствовало увеличению его популярности.
Галантные похождения короля приводили к конфликтам в по-прежнему бездетной семье и вынудили Маргариту вернуться в Париж. Ссора в Ажене в 1585 году ознаменовала их окончательный разрыв.

#### Наследник французского престола
В 1584 году умер, не оставив наследника, Франсуа, герцог Анжуйский — брат бездетного короля Генриха III и наследник престола. Наследником престола по закону стал Генрих Наваррский как прямой потомок по мужской линии французского короля Людовика IX. Король отправил к Генриху герцога Ногаре д’Эпернона, чтобы убедить его перейти в католицизм и вернуться ко двору. Однако несколько месяцев спустя под нажимом Гизов, лидеров католической партии, король был вынужден подписать Немурский договор, объявить протестантов вне закона и начать против Генриха войну.
Начался конфликт, в котором Генрих Наваррский несколько раз сталкивается с герцогом Майеннским. Римский папа опять отлучил его от церкви, а в 1587 году Генрих разбил королевскую армию в битве при Кутра.
Значительные изменения в политической обстановке произошли в 1588 году. Смерть принца Конде поставила Генриха во главе протестантов. Убийство герцога Гиза примирило Генриха III и Генриха Наваррского. В замке Плесси-ле-Тур оба короля подписали трактат 30 апреля 1589 года. Совместно сражаясь против Лиги, которая контролировала Париж и большую часть Франции, они осадили столицу в июле того же года. 2 августа 1589 года Генрих III умер от ран, нанесённых ему фанатичным монахом Жаком Клеманом (будучи набожным человеком, король велел беспрепятственно допускать к нему деятелей церкви). На смертном одре Генрих III официально признал Генриха Наваррского своим наследником, который отныне стал королём Франции Генрихом IV. Правда, это была скорее формальность, поскольку три четверти подданных короля не признали его таковым. Католики Лиги отказались признавать законность такого престолонаследования.

### Король Франции (начало правления — завоевание королевства)

#### Борьба против Лиги
Осознавая свои слабые стороны, Генрих IV начал борьбу на идеологическом фронте. Роялисты-католики потребовали от него принятия католицизма, но за девять предыдущих лет Генрих успел уже три раза совершить вероотступничество. Он отказался, хотя и заявил в спешно составленной декларации, что он будет чтить католическую веру. Это вызвало разброд и шатание в лагере его сторонников-протестантов. Некоторые даже покинули армию (например, Клод де Ла Тремуйль), причём католические сторонники Генриха III (но не Генриха IV) следовали их примеру, не желая служить протестанту. Армия в одночасье уменьшилась вдвое (с 40 000 до 20 000 человек).
Ослабленный Генрих IV был вынужден отказаться от осады Парижа. При поддержке Испании Лига перешла в наступление и оттеснила его к Дьепу, куда он отступил в надежде на союз с Елизаветой I Английской, в то время как его войска разбегались.
Однако Генрих IV одержал победу над Карлом Лотарингским, герцогом Майенским 29 сентября 1589 года в битве при Арк-ла-Батай. Сторонниками короля стали Франсуа де Бурбон-Конти и Франсуа де Монпансье (принцы крови), Лонгвиль, Люксембург и Роган-Монбазон (герцоги и пэры Франции), маршалы Бирон и д’Омон, а также многочисленные дворяне Шампани, Пикардии и Иль-де-Франса. Генриху опять не удалось взять Париж, зато он с налёта взял Вандом. Там он особо следил за тем, чтобы церкви остались нетронутыми, а жители не пострадали от налётов его армии. Успокоенные этим прецедентом, все города между Туром и Ле-Маном сдались без боя. В битве при Иври-ла-Батай 14 марта 1590 года Генрих своим героизмом сумел переломить ход битвы. Он повёл солдат в атаку, надев шлем с белым султаном, заметным издалека. Когда его войско начало отступать, Генрих остановил бегущих, воскликнув: «Если вы не хотите сражаться, то хотя бы посмотрите, как я буду умирать!» После победы под Иври он начал блокаду Парижа. Как только Париж и другие города Лиги перешли на его сторону, он не стал преследовать вождей Лиги, а подкупил и таким образом получил их поддержку.
Тем временем протестанты обвиняли Генриха в ущемлении их религиозных свобод. Действительно, в июле 1591 года Мантским эдиктом Генрих восстановил положения Пуатвинского эдикта 1577 года, заметно ограничивавшие свободу вероисповедания протестантов.
Герцог Майеннский созвал Генеральные штаты 1593 года с целью избрания нового короля. Для герцога эта идея оказалась более чем неудачной, поскольку Штаты начали активные переговоры с партией короля, добились сначала перемирия, а затем и обращения короля в католицизм. Тщательно обдумав сложившееся положение: истощение наличных военных сил, низкий боевой дух и недостаточное финансирование, Генрих поступил в соответствии с политической целесообразностью — отрёкся от кальвинизма. Почва для этого готовилась, впрочем, заранее — ещё 4 апреля 1592 года в специальной декларации (получившей название «экспедьян», что можно вольно перевести как «стремление к полюбовному соглашению») Генрих выразил намерение быть ознакомленным с доктринами католицизма.
Король торжественно отрёкся от протестантизма 25 июля 1593 года в базилике Сен-Дени. Исторический анекдот, не подтверждающийся надёжными источниками, приписывает ему по этому случаю фразу: «Париж стоит мессы». С целью ускорить присоединение отдельных провинций он осыпал их губернаторов обещаниями и подарками на сумму в общей сложности 2 500 000 ливров. Чтобы исполнить эти обязательства, пришлось впоследствии увеличить налоги в 2,7 раза, что вызвало народные волнения в самых преданных королю провинциях: Пуату, Сентонже, Лимузене и Перигоре.
Генрих IV короновался 27 февраля 1594 года в Шартрском соборе (вопреки древней традиции — не в Реймсском соборе; предыдущим королём, коронованном не в Реймсе, был Людовик VI). Его вступление в Париж 22 марта 1594 года и, наконец, отпущение грехов, дарованное римским папой Клементом VIII 17 сентября 1595 года, обеспечили постепенное присоединение оставшейся части аристократии и простого народа, если не считать наиболее экстремально настроенных лиц. Например, Жана Шателя, который совершил покушение на короля возле Лувра 27 декабря 1594 года.

#### Война с Испанией
В 1595 году Генрих IV официально объявил войну Испании. Во время кампании король столкнулся с большими трудностями, когда отражал испанские атаки в Пикардии. Взятие Амьена испанцами, а также испанский десант в Бретани, где губернатор (герцог де Меркёр), родственник Гизов и шурин покойного Генриха III, не признал его королём, только усугубили и без того опасное положение Генриха.
Ко всему прочему, король начал терять поддержку протестантского дворянства. По примеру Ла Тремуйля и Буйона дворяне-гугеноты стали отказываться от участия в военных действиях. Потрясённые его вероотступничеством, а также вызванной им волной переходов в католицизм, они обвиняли короля в предательстве. Протестанты часто устраивали ассамблеи в надежде реанимировать свою политическую организацию. Некоторые дошли даже до перехвата королевских налогов.
Покорив Бретань, Генрих подписал Нантский эдикт 30 апреля 1598 года. А 2 мая 1598 года был заключён Вервенский мир между Францией и Испанией. После нескольких десятилетий гражданских войн на Францию наконец снизошёл мир.

### Король Франции (примирение королевства)

#### Второй брак
Генриху было уже под пятьдесят, но он не имел законного наследника. Его фаворитка Габриэль д’Эстре была недостаточно знатна, чтобы претендовать на корону. Королева де-факто, она вызывала как лесть куртизанов, так и недовольство королевского окружения. Её внезапная смерть в 1599 году открыла Генриху широкие перспективы для заключения выгодного стране брака.
В декабре 1599 года за немалые отступные король добился аннулирования своего брака с бездетной Маргаритой. В апреле 1600 года король в обмен на огромную сумму в 600 тысяч золотых экю от дома Медичи согласился через своего представителя во Флоренции подписать брачный контракт с Марией Медичи (младшей дочерью богатейшего человека Европы — великого герцога Тосканского Франческо Медичи и Иоанны Австрийской), которую никогда не видел. В октябре в грандиозном палаццо Питти устроили венчание в отсутствие жениха — по доверенности. 17 декабря 1600 года в Лионе была сыграна свадьба 47-летнего Генриха IV с 25-летней флорентийкой Марией Медичи. Рождение в следующем году дофина, будущего Людовика XIII, укрепило положение короля.
Генрих компрометировал себя, продолжая внебрачную связь с Генриеттой д’Антраг — амбициозной молодой дамой, которая, не стесняясь, шантажировала короля, чтобы узаконить своих детей от него, и даже участвовала в заговорах против короля.
В 1604 году 51-летний Генрих выбрал себе новую фаворитку, 16-летнюю Жаклин де Бёй. Король устроил её формальное замужество, пожаловал ей титул графини Море и высокое годовое содержание. В 1607 году Жаклин родила Генриху мальчика, Антуана, которого тот узаконил в 1608 году и наделил несколькими доходными аббатствами.

#### Возрождение и примирение королевства
В своём правлении Генрих IV опирался на одарённых советников и министров, таких как барон де Рони — будущий герцог Сюлли, католик Николя де Вильруа и экономист Бартелеми де Лаффема. Мирные годы позволили наполнить казну. Генрих IV приказал построить Большую Галерею в Лувре, которая соединила дворец с Тюильри. Он учредил план современного урбанизма. Продолжил постройку Нового моста, начатую при его предшественнике. Он организовал в Париже строительство двух новых площадей: Королевской площади (теперь площадь Вогезов) и площади Дофин.
В его царствование произошло восстание крестьян в центре страны, которое пришлось подавлять с помощью армии. В 1601 году Лионский договор определил порядок обмена территориями между Генрихом IV и герцогом Савойским. Герцог уступил Франции земли Бресс, Бюже, Жекс и Вальроме в обмен на маркграфство Салуццо, расположенное за Альпами.
После подписания договора Генрих столкнулся с многочисленными заговорами, инспирированными Испанией и Савойей. Ему пришлось казнить герцога Бирона и заключить в Бастилию герцога Ангулемского — последнего из Валуа.
Чтобы успокоить прежних сторонников Лиги, Генрих санкционировал возвращение во Францию иезуитов, которые во время войны призывали к убийству короля. Тем не менее, покушения на Генриха IV не прекратились: всего на него было совершено не менее 19 покушений, многие из которых приписывали иезуитам. Он также примирился с герцогом Лотарингским и выдал за его сына свою сестру Екатерину. Генрих старался показать себя примерным католиком и пытался уговорить сестру, а также своего министра Сюлли перейти в католицизм. Однако они отказались, проявив в этом вопросе принципиальность.

#### Расширение королевского домена
На момент восшествия на французский престол Генрих являлся крупнейшим феодалом Франции. Различные его феодальные владения были разбросаны по всей стране. Кроме того, он являлся правителем территорий, формально не входивших в состав Французского королевства — таких как Королевство Наварра и смежное с ним виконтство Беарн, родина Генриха.

Один из конституционных законов старой французской монархии гласил, что все апанажи возвращаются в государство, когда принц, который ими владел, обретает корону. Однако Генрих IV долго противился присоединению своих личных доменов. Письма-патенты от 1 апреля даже декларировали, что они останутся полностью отделёнными до тех пор, пока он не распорядится иначе. Парижский парламент опротестовал подобное заявление и отказался его зарегистрировать, несмотря на два последовательных требования. Но другие суды, более послушные или менее независимые, пошли навстречу желаниям государя, и письма были утверждены. Генрих действовал согласно этим постановлениям. Несколькими годами позже (31 января 1599 года), выдавая свою сестру замуж за сына герцога Лотарингского, он выделил ей в качестве вдовьей части герцогство Альбре, графства Арманьяк и Родез, и виконтство Лимож. Но принцесса прожила мало, и её брак был бездетен. Она продолжала упорствовать в ереси, ни пример, ни призывы её брата не смогли возвратить её в лоно Церкви; и на смертном одре, в ответ на настойчивые увещевания, она отвечала: «Нет, я не никогда не приму религии, которая заставила бы меня предполагать, что моя мать осуждена на вечные муки».
После её смерти переданные ей земли возвратились её брату. Тогда Парижский парламент возобновил свои жалобы. Государь пока сопротивлялся; но в 1607 году, когда у него уже было два сына, он, наконец, уступил, отменил письма-патенты и признал, что по факту его восшествия на престол, все фьефы, зависимые от короны, возвращаются ей и присоединяются к ней без права отторжения. Наварра и Беарн, суверенные страны, сохранили своё особое положение. Всё остальное включалось в Государство. Это были герцогства Алансон, Вандом, Альбре и Бомон, графства Фуа, Арманьяк, Фезансак, Гор, Бигорр, Родез, Перигор, Ла Фер, Марль, Суассон, Лимож и Тараскон, виконтства Марсан, Тюрсан, Гавардан, Ломань, Фезансаге и Тарта́, четыре долины — Ор, Барусс, Маньоак и Нест, и столько иных земель, что перечислять их было бы просто скучно. Таким образом, один этот государь увеличил королевский домен почти настолько, насколько все остальные ветви Капетингов вместе взятые.
…
— Жан-Жюстин Монлези "История Гаскони"
Таким образом, при Генрихе IV совершилось последнее крупное расширение королевского домена за счёт внутрифранцузских феодальных владений. Многовековой процесс преодоления феодальной раздроблённости Французского королевства и его объединения в централизованное государство был в целом завершён.
Также вместе со всеми прочими феодальными владениями и правами Генриха IV к французской короне перешёл и сюзеренитет графов де Фуа (совместно с испанским епископством Урхельским) по отношению к Андорре, формально сохраняющийся до сих пор — президент Французской республики по-прежнему остаётся наряду с епископом Урхельским формальным соправителем этого пиренейского государства.

#### Период экономического подъёма
Понемногу Франция начала оправляться. В 1610 году уровень сельскохозяйственного производства достиг уровня 1560 года. Была создана мануфактура гобеленов. Бартелеми де Лаффема и Франсуа Трока, вдохновляясь работами протестантского агронома Оливье де Се́рра, учредили культуру шёлка, высаживая миллионы тутовых деревьев в Севеннах и в других регионах. Был вырыт первый в истории Франции судоходный Бриарский канал, соединявший Сену и Луару. Готовились и другие проекты, приостановленные после смерти Генриха.
Озабоченный благосостоянием своих подданных, король часто говорил, что хочет, чтобы каждый его подданный был в состоянии положить курицу в горшок по воскресеньям. Эта «курица в горшке» впоследствии стала поводом для многочисленных острот и эпиграмм в адрес Генриха и его потомков и поводом для дискуссий политиков, философов и экономистов. Сельскохозяйственную направленность экономики сформулировал Сюлли во фразе : «pâturage et labourage sont les deux mamelles de la France» (пастбище (животноводство) и пахота — вот две кормилицы Франции).
Общество, однако, ещё было далеко от полного примирения: оставшиеся без дела солдаты сбивались в организованные банды, наводившие ужас на провинции. С этой бедой приходилось бороться с помощью армии в течение всего XVII века. Дворяне массово погибали на дуэлях, похищения невест вызывали частные конфликты между семьями и здесь снова требовалось вмешательство короля.

##### Французская колонизация Америки
Придерживаясь традиции своих предшественников, Генрих продолжил экспедиции в Южную Америку и поддержал проект колонизации Бразилии.
Но лучше всего дела Франции шли в Канаде и, в частности, в Квебеке. Во время правления Генриха была совершена экспедиция под руководством Самуэля де Шамплена, положившая начало собственно колонизации этого региона, тогда как исследовательские экспедиции проводились и раньше.

#### Убийство
Конец царствования Генриха был ознаменован обострением отношений с Габсбургами и новой войной с Испанией. Генрих вмешался в конфликт императора Священной Римской империи Рудольфа II (католика) с протестантскими немецкими князьями. Бегство в 1609 году принца Конде ко двору инфанты Изабеллы вновь обострило отношения между Парижем и Брюсселем.
Перспективы новой европейской войны не нравились ни папе римскому, ни мирным жителям. Как протестанты, так и католики помнили о своей неприязни к Генриху, с которым и у тех, и у других были старые счёты. Даже в окружении королевы возникла оппозиционно настроенная партия.
Мария Медичи была коронована в Сен-Дени 13 мая 1610 года. На следующий день, 14 мая 1610 года, на узенькой парижской улице Рю-де-ля-Ферронри Генрих был убит католическим фанатиком Франсуа Равальяком. На ходу вскочив в карету, убийца короля нанёс ему первый удар ножом. Легкораненый король повернулся в карете к сидящему рядом Монбазону и вскрикнул: «Я ранен», — после чего получил второй удар в грудь, который поразил лёгкое и рассёк аорту, а затем третий. Умирающего короля перевезли в Лувр, где он умер в Парадном зале. Тело доброго короля Генриха в течение одиннадцати дней было выставлено на всеобщее обозрение в Зале Кариатид, а в июне того же года — его восковой муляж. По желанию королевы его тело было перенесено в базилику Сен-Дени 1 июля 1610 года. Преемником Генриха стал его старший сын Людовик (король Людовик XIII) в возрасте восьми лет при регентстве своей матери.

## Образ Генриха IV для потомков
Деятельность Генриха IV, стремившегося к благосостоянию подданных и миру, в значительной мере соответствовала нуждам народа, в памяти которого Генрих Наваррский остался как le bon roi Henri — «Добрый король Анри». В начале XVIII века в эпической поэме Вольтера «Генриада» король предстал идеализированным героем, правившим Францией «и по праву завоевания, и по праву рождения». К народному образу Генриха IV апеллировали Бурбоны при попытках Реставрации в конце XVIII — начале XIX вв., а затем и при самой Реставрации. Ему посвящена знаменитая песня, приписываемая композитору Эсташу Дю Корруа — «Vive Henri Quatre»: «Да здравствует Генрих Четвёртый, да здравствует храбрый король, этот четырежды чёрт, имевший тройной дар: пить, воевать и быть галантным кавалером», очень популярная в эпоху Наполеоновских войн и позже.
У этой песни существует русскоязычный вариант — «Жил-был Анри Четвёртый, он славный был король…» — очень вольный перевод французского оригинала, в другом стихотворном размере, на музыку Тихона Хренникова). В пьесе «Давным-давно» Александра Гладкова её поёт французский офицер Лепелетье на постое в доме Азаровых. В сокращённом виде песня вошла в снятый по пьесе фильм Э. Рязанова «Гусарская баллада».

## Генрих IV в художественной литературе и кинематографе
Генрих IV стал персонажем пьес Кристофера Марло («Парижская резня»), Джорджа Чапмена («Заговор и трагедия Шарля, герцога Бирона»).
Судьбе Генриха Наваррского посвящена серия романов французского писателя Понсона дю Террайлля, образующая цикл под общим названием «Молодость короля Генриха».
Генрих играет одну из ведущих ролей в трилогии Дюма-отца «Королева Марго», «Графиня де Монсоро» и «Сорок пять». В трилогии показаны его честолюбивые мечты и шаги, предпринятые им для достижения французского престола. Этот же писатель посвятил Генриху IV исторический очерк в составе цикла «Великие люди в домашнем халате» (1855).
О жизни Генриха повествует дилогия Генриха Манна — «Молодые годы короля Генриха IV» и «Зрелые годы короля Генриха IV». Манн не стремился к портретному сходству с историческим героем, но лишь попытался создать образ короля, бывшего с народом одной крови.
В кино
- 1954 — «Королева Марго» (Франция). Режиссёр Жан Древиль. В роли Генриха — Андре Верзини
- 1961 — «Да здравствует Генрих IV, да здравствует любовь!» (Франция, Италия). Режиссёр Клод Отан-Лара. В роли Генриха — Франсис Клод.
- 1971 — «Графиня де Монсоро» (Франция). В роли Генриха — Марко Перрен.
- 1977 — «Ришельё (сериал)» (Франция). В роли Генриха — Марко Перрен.
- 1994 — «Королева Марго» (Франция, Италия, Германия) по одноимённому произведению Александра Дюма. Режиссёр — Патрис Шеро. В роли Генриха — Даниэль Отёй.
- 1996—1997 — «Королева Марго» (Россия) по одноимённому роману Дюма. Режиссёр — Александр Муратов. В роли Генриха — Дмитрий Певцов.
- 1997 — «Графиня де Монсоро» (Россия) по одноимённому роману Дюма. Режиссёр — Владимир Попков. В роли Генриха — Дмитрий Певцов.
- 2009 — День, когда вершилась история[фр.] (Франция). Первая серия «Генрих IV: Убить Короля». Режиссёр — Жак Малатер[фр.]. В роли Генриха — Арно Бедуэт[фр.].
- 2010 — «Генрих Наваррский[фр.]» (Франция, Германия) по произведению Генриха Манна «Молодые годы короля Генриха IV» и «Зрелые годы короля Генриха IV». Режиссёр — Джо Байер. В роли Генриха — Жюльен Буасселье[фр.].
- 2024 (2 сезон) — «Королева змей» (США). В роли Генриха — Энгус Имри.

## Судьба останков
Генрих IV был похоронен в аббатстве Сен-Дени.
Во время Великой французской революции в 1793 году революционеры вскрыли место королевского захоронения и сбросили останки монархов в общую могилу. Один из революционеров отрезал голову от тела Генриха IV, которое, согласно свидетельствам очевидцев, в отличие от останков других монархов, прекрасно сохранилось.
С XIX века предположительную голову короля не раз продавали на аукционах, и она побывала в разных частных коллекциях. В 2008 году человек, которому досталась голова, обратился к бывшему хранителю Версальского дворца самому авторитетному французскому специалисту по Генриху IV историку Жан-Пьеру Бабелону с просьбой провести экспертизу её подлинности.
В декабре 2010 года группа из девятнадцати учёных во главе с патологоанатомом Филиппом Шарлье признала голову подлинной. В феврале 2013 года эти же учёные представили реконструкцию лица по черепу.
Однако впоследствии исследования ДНК и сравнение с генетическим материалом ныне живущих Бурбонов опровергли утверждения Шарлье. Подробно перипетии головы изложены в статье Полемика вокруг головы Генриха IV.

## Семья

### Жёны и дети
1. 1-я жена: (18 августа 1572 года, развод в 1599 году) Маргарита Французская, известная как Королева Марго (1553—1615), королева Наваррская. Детей не было.

1. 2-я жена: (17 декабря 1600 года) Мария Медичи (1575—1642), королева Франции. Имели 6 детей:
  1. Людовик XIII Справедливый (1601—1643), король Франции.
  2. Елизавета де Бурбон (Изабель Французская) (1602—1644), королева Испании; муж: (25 ноября 1615, Бордо) Филипп IV, король Испании.
  3. Кристина де Бурбон (1606—1663), герцогиня Савойская; муж: (с 1619) Виктор Амадей I Савойский, герцог Савойский.
  4. Николя де Бурбон (1607—1611), герцог Орлеанский.
  5. Гастон Орлеанский (1608—1660), герцог Орлеанский; 1-я жена (1626): Мария де Бурбон-Монпансье (1605—1627), дочь Генриха де Монпансье; 2-я жена (1632): Маргарита Лотарингская (1615—1672), принцесса Лотарингская.
  6. Генриетта-Мария де Бурбон (1609—1669), королева Англии; муж: (13 июня 1625) Карл I Стюарт, король Англии.

- Людовик XIII
- Елизавета
- Кристина
- Николя
- Гастон
- Генриетта-Мария

### Дети отГабриэль д’Эстре
- Сезар (1594—1665), с 1598 герцог де Вандом. Жена с 1609 г. — Франсуаза Лотарингская.
- Екатерина Генриетта (1596—1663), известна как «Мадмуазель де Вандом»; муж с 1619 — Карл II Лотарингский, герцог д’Эльбёф, граф д’Аркур, в браке родила шестерых детей.
- Александр де Вандом (1598—1629), известен как «Шевалье де Вандом», великий приор Мальтийского ордена, в 1626 году участвовал в заговоре против кардинала Ришельё, за что был заключён в Венсенский замок, где и умер.
- мертворождённый сын (1599).

### Дети отГенриетты д’Антраг
- Анри де Бурбон, герцог де Верней (1601—1682), епископ Меца (1612—1652)
- Габриель-Анжелика де Верней (21 января 1603—1627), жена герцога д’Эпернона (1592—1661)

### Дети от прочих фавориток
- Антуан де Бурбон (1607—1632), граф де Море, аббат монастыря Сент-Этьен (от Жаклин де Бейль де Море, 1580—1651)[17].
- Жанна Баттиста де Бурбон (1608—1670), аббатиса Фонтевро (от Шарлотты Дезессар, +1651)[18].
- Мария Генриетта де Бурбон (1609—1629), аббатиса аббатства Шель[фр.] (от Шарлотты Дезессар, +1651).
- Марта (Мария ?) де Беарн (1571—1600), муж Даниэль Дюпюи, сеньор де Порте.
- Гедеон (1587—1588) (от Эстер Имбер)[19][20]

Фаворитки, оставшиеся бездетными или родившие мёртвых детей: Флоретта де Нерак, Шарлотта де Сов, Франсуаза де Монморанси-Фоссё, Диана д'Андуэн («Прекрасная Коризанда»), Антуанетта де Пон, Мария-Франсуаза де Ля Бурдезьер, Мария-Шарлотта де Бальзак д’Антраг, Шарлотта Маргарита де Монморанси. Полный список см. Список фавориток королей Франции#Генрих IV.